# Alcinoo (nome)
Alcinoo  è un nome proprio di persona italiano maschile.

## Varianti
- Femminili: Alcinoe

### Varianti in altre lingue
- Basco: Altzinoo
- Catalano: Alcínou
- Esperanto: Alkinoo
- Francese: Alcinoos
  - Femminili: Alcinoé
- Greco antico: Αλκίνους (Alkinous), Ἀλκίνοος (Alkínoös)
  - Femminili: Ἀλκινόη (Alkinoe)

- Greco moderno: Αλκίνοος (Alkinoos), Αλκίνους (Alkinous)
  - Femminili: Αλκινόη (Alkinoī)
- Inglese: Alcinous[2]
  - Femminili: Alcinoe[2]
- Latino: Alcinous[1]
  - Femminili: Alcinoe
- Lituano: Alkinojas

- Olandese: Alcinoüs
- Portoghese: Alcínoo
- Russo: Алкиной (Alkinoj)
- Serbo: Алкиној (Alkinoj)
- Sloveno: Alkinoj
- Spagnolo: Alcínoo
  - Femminili: Alcínoe

## Origine e diffusione
Continua il nome greco antico Αλκίνους (Alkinous), composto da ἄλκη ("alce", in senso lato "forza", "potenza", "difesa") e νόος (noos, o νοῦς, nous, "mente", "pensiero", "spirito"), quindi può essere interpretato come "spirito forte", "animo forte", "pensiero stabile" o "dal forte senno"; il primo elemento si ritrova anche in Alcibiade, Alceo, Alceste e Alcide, il secondo in Antinoo e Arsinoe.
Nome di tradizione classica, è portato nella mitologia greca da Alcinoo, re dei Feaci, mentre al femminile si ritrova nelle figure di Alcinoe, figlia di Polibo, e Alcinoe, una naiade.
Il nome Alcina potrebbe essere un suo derivato.

## Onomastico
Il nome è adespota, cioè non è portato da alcun santo patrono; l'onomastico può essere festeggiato il 1º novembre, festa di Ognissanti.